# Distretto di Jizhou (Jiangxi)
Il distretto di Jizhou (吉州区S, Jízhōu QūP) è un distretto della Cina, situato nella provincia di Jiangxi e amministrato dalla prefettura di Ji'an.